# 194

## Decese
- dată necunoscută: Pescennius Niger  (n. 135)